# Stephostethus malabicus
Stephostethus malabicus es una especie de coleóptero de la familia Latridiidae.

## Distribución geográfica
Habita en Kashmir.